# Leuconia
Leuconia és un gènere d'esponja calcària de la familia Baeriidae. Aquest gènere va ser descrit per primera vegada per l'anatomista i zoòleg anglès Robert Edmond Grant el 1833. És el gènere tipus de la família Baeridae.

## Taxonomia
El gènere inclou diverses espècies,
- Leuconia alaskensis
- Leuconia dura
- Leuconia johnstoni
- Leuconia joubini
- Leuconia nivea
- Leuconia ochotensis
- Leuconia usa